# Loge De Gooische Broederschap
Loge De Gooische Broederschap is een vrijmetselaarsloge in Hilversum opgericht in 1896, vallende onder het Grootoosten der Nederlanden.

## Geschiedenis
In 1891 voegden de Maçonnieke Verenigingen ‘Excelsior’ te Hilversum en ‘Erica’ te Bussum, zich samen tot de Maçonnieke Vereniging ‘De Gooische Broederschap’ te Hilversum. Als bestuursleden hiervan worden genoemd: J.W. Tuinenburg en G.J. van Gils. Op 13 maart 1896 werd het verzoek gedaan tot stichting van een ‘loge met beperkte werkkring’, door J.W. Kempff (jr.), W. Smeets, A. Waszink, H.H.Th. Walter, G. de Kruyff van Dorssen, L. Jutte, Ed. Donkersloot en W.J.H. Bake. De verleende constitutiebrief is gedateerd 21 juni 1896.
Over de periode van 1898 tot 1905 is niet veel bekend, behalve dat regelmatig bijeen werd gekomen. Door het Grootoosten 1905 werd een verzoek om volledige bevoegdheid te verkrijgen goedgekeurd. Daarop werd op 18 juni 1905 een nieuwe constitutiebrief verleend vermeldende de volgende namen: W.J.H. Bake, E. Brandsma, J. Reddingius, A. Waszink, A. Oltmann Helm, C. van Booven, Frits Olie, G. de Kruijff van Dorssen, E.H. Welsink, E. Donkersloot, Aug. le Gras en K. Westerling. De loge werd geïnstalleerd op 15 december 1905.
Tijdens de Tweede Wereldoorlog kwam men bijeen, eerst als ‘kegelclub’ en later als ‘biljardclub’. Op 3 oktober 1960 werd aan de loge medegedeeld, dat zij gerekend wordt te bestaan sinds de datum van haar eerste constitutiebrief.

## Voorzittend Meesters
In onderstaande lijst een overzicht van de Voorzittend Meesters van Loge De Gooische Broederschap gedurende de eerste 75 jaar van haar bestaan.
| Van  | Tot  | Voorzittend Meester                    |
| ---- | ---- | -------------------------------------- |
| 1896 | 1905 | W.I.H. Blake                           |
| 1905 | 1908 | F. Olie                                |
| 1908 | 1921 | K. Westerling                          |
| 1921 | 1924 | F.M. Delfos                            |
| 1924 | 1927 | dr. Gerrit Karel van Nugteren          |
| 1927 | 1928 | W.A. van der Vet                       |
| 1928 | 1930 | dr. Gerrit Karel van Nugteren          |
| 1930 | 1933 | J.G. Spaan                             |
| 1933 | 1934 | Bernard Sijbrand Hendrik Stieler (sr.) |
| 1934 | 1939 | J.G. Spaan                             |
| 1939 | 1947 | Oorschot                               |
| 1947 | 1948 | dr. Eduard Carl Julius Mohr            |
| 1948 | 1951 | J.G. Spaan                             |
| 1951 | 1952 | Chr. Lankamp                           |
| 1952 | 1959 | J.C. Fischer                           |
| 1959 | 1960 | G.J.J. van der Ley (ad interim)        |
| 1960 | 1962 | M. Hemmer                              |
| 1962 | 1964 | de Bruyn                               |
| 1964 | 1967 | M. Hemmer                              |
| 1967 | 1971 | J. v.d. Bogert                         |
| 1971 | 1976 | J.H.F. Baars                           |

Vrijmetselarij · Beginselen · Geschiedenis · Symbolen · Vrijmetselaarsloge · Ordegrondwet · Obediëntie · Regulariteit en irregulariteit · Ritus · Graden · Grootmeester · Gemengde vrijmetselarij · Para-vrijmetselarij · Antivrijmetselarij · Vrijmetselarij in Nederland · Vrijmetselarij in België · Internationale vrijmetselarij
>>> Meer info op Portaal:Vrijmetselarij <<<